# Ballum Sluse
Ballum Sluse er et sluseværk, der ved Brede Ås udløb i Vadehavet indgår i Ballum-Astrupdiget og sammen med dette beskytter de bagvedliggende Ballum Enge mod oversvømmelse i tilfælde af stormflod. Den nærliggende Ballum Slusekro indgår i helheden. Slusen ligger i Tønder Kommune (indtil 2007 Bredebro Kommune) 3 km syd for Rømødæmningen.
Vestkystruten passerer forbi slusen på vejen lige bag diget.

## Historie
Slusens konstruktør var digeingeniør Hinrichs, mens selve anlæggelsen blev varetaget af firmaet Philipp Holzmann (de). Byggeriet gik i gang i 1914, men blev forsinket af 1. verdenskrig, der blev erklæret samme år. Store dele af anlægsarbejdet blev pålagt franske og russiske krigsfanger. 1915 stod det egentlige sluseværk færdigt. I 1920 blev området atter dansk ved Genforeningen.
Fra 1786 foregik færgefarten fra Bådsbøl-Ballum til Rømø. Omkring år 1900 sejlede man med motorfærge fra Skærbæk Brohoved nord for den nuværende dæmning; men senere flyttede færgeruten tilbage til Bådsbøl-Ballum, indtil den efter Genforeningen blev henlagt til den nybyggede Ballum Sluse, hvor der var blevet anlagt en anløbsbro. Herfra fortsatte færgefarten til Rømø fra 1923, indtil dæmningen blev indviet i 1948.

## Ballum-Astrupdiget
Allerede i slutningen af 1700-tallet var det på tale at bygge diger for at beskytte Ballummarsken. I forbindelse med udskiftningen i 1830'erne var der ulemper på grund af det manglende dige, og i de yderste enge var nye anlæg som veje, broer og bevandingsmøller ubeskyttede ved højvande og stormfloder. Man havde anlagt et par sommerdiger, som dog ikke var tilstrækkelige; men efter en stormflod i 1904 tog den nye landråd Friedrich Rogge i Tønder fat på digeplanerne. Yderligere to stormfloder i henholdsvis 1909 og 1911 satte fart i tingene, og lokalt var det den senere digegreve Kresten Jensen, der fik sat gang i forhandlingerne. Digelaget for Ballum-Astrupdiget blev nedsat i 1914 for at løse det århundredlange problem med beskyttelsen af Ballummarsken. Der blev afholdt licitation i 1914, og derefter blev digebyggeriet sat i gang. Der var dog store problemer, dels på grund af stormfloder, dels på grund af 1. verdenskrig, som betød mangel på arbejdskraft. Der blev indforskrevet franske og russiske krigsfanger til arbejdet, som boede i en barak ved diget. I 1919 var byggeriet færdigt.

## Galleri
- Slusens inderside
- Mindetavle på slusens yderside